# Ángela Pumariega
Ángela Pumariega Menéndez (ur. 12 listopada 1984 w Gijón) – hiszpańska żeglarka sportowa, mistrzyni olimpijska z Londynu.
Zawody w 2012 były jej pierwszymi igrzyskami olimpijskimi. Po medal sięgnęła w rywalizacji w klasie Elliott 6m. Jej partnerkami były Támara Echegoyen i Sofía Toro.